# تولامور
شهر تولامور (به انگلیسی: Tullamore) با جمعیت ۱۰٫۹۰۷ نفر در شهرستان اوفالی در کشور جمهوری ایرلند واقع شده‌است.

## نگارخانه

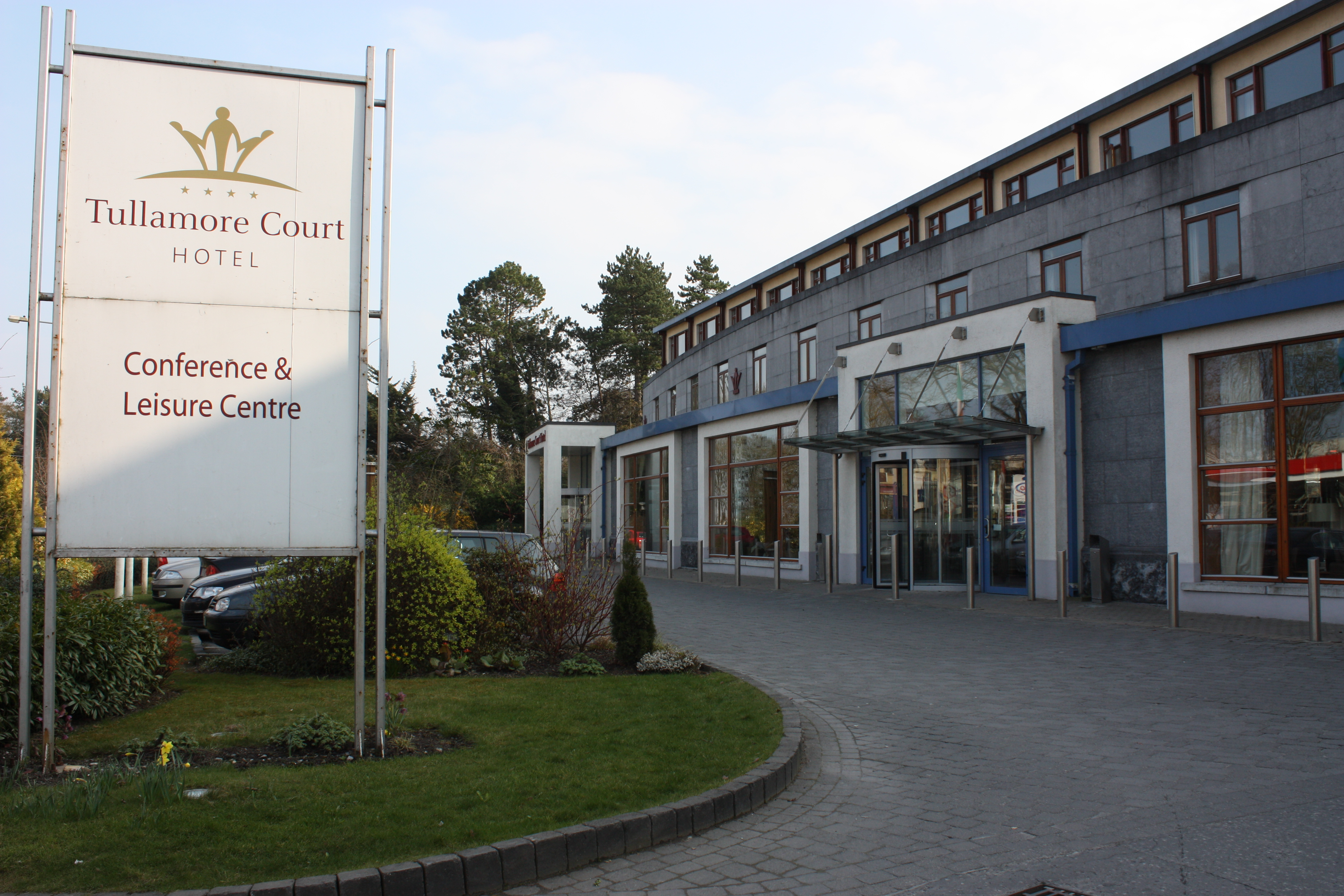
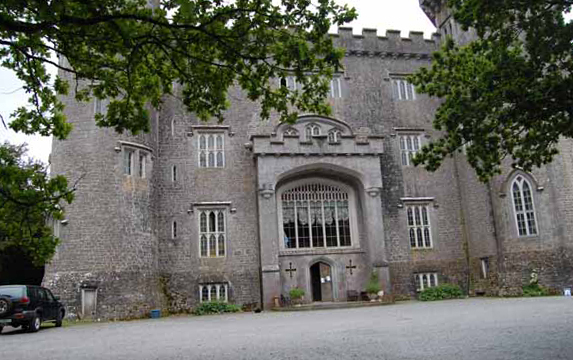
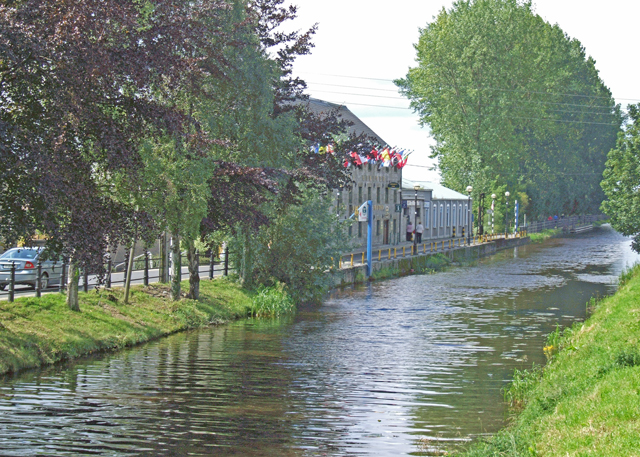
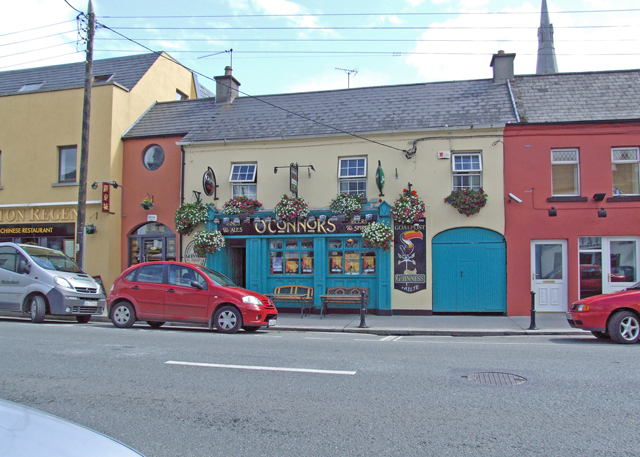